# Jennifer Koh
Jennifer Koh, née le 8 octobre 1976, est une violoniste américaine, née de parents coréens à Glen Ellyn, Illinois.